# 廖鴻達

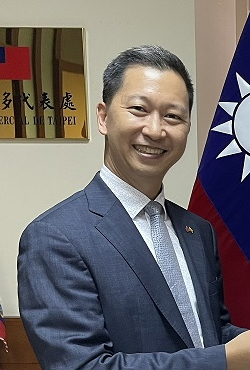
2023年攝於厄瓜多基多

廖鴻達，中華民國外交官。

## 學歷
- 世界新聞專科學校五專編輯採訪科畢業（1988年－1993年）
- 國立臺灣大學政治學系國際關係組學士（1993年－1996年）
- 國立臺灣大學政治研究所國際關係組硕士（1998年－2001年）

## 經歷
- 外交部人事處薦任科員（2002年－2005年）
- 駐薩爾瓦多大使館三等秘書（2005年－2007年）[註 1]
- 駐紐約臺北經濟文化辦事處／駐紐約有關联合国事務工作小組副領事、领事（2007年－2011年）
- 外交部人事處組編協調科科長（2012年1月－2012年6月）
- 外交部人事處任免遷調科科長（2012年7月－2014年）
- 駐薩爾瓦多大使館一等秘書、副參事（2015年－2018年）
- 駐瓜地馬拉大使館副參事（2018年－2020年）
- 中美洲統合體—中華民國（臺灣）計畫顧問（2018年－2020年）
- 中美洲經貿辦事處主任（2020年10月－2023年9月）
- 臺北駐厄瓜多商務處公使銜代表（2023年9月－）[註 2]

## 榮譽
- 民國103年（2014年）外交部模範公務員[1]

| 中華民國政府職務 | 中華民國政府職務                           | 中華民國政府職務 |
| ---------------- | ------------------------------------------ | ---------------- |
| 前任： 莊輝恩    | 中華民國駐厄瓜多代表 2023年9月－           | 繼任： '         |
| 前任： 張幼慈    | 中美洲經貿辦事處主任 2020年10月－2023年9月 | 繼任： 徐韶慧    |

## 外部連結
- 顏秋來、李花書、王維德、廖鴻達. . 公務出國報告資訊網. 2013年9月27日  [2023年10月23日]. （原始内容存档于2022年8月19日）.